# Okuribito
Okuribito (en japonès おくりびと; títol internacional en anglès: Departures) és una pel·lícula japonesa dirigida el 2008 per Yōjirō Takita, amb Masahiro Motoki i Ryko Hirosue com a protagonistes. Gran èxit al Japó, aquest llargmetratge, que evoca un músic a l'atur que descobreix el món dels ritus funeraris tradicionals, guanya el 2009 l'Oscar a la millor pel·lícula de parla no anglesa en la 81a cerimònia dels Oscars.
La música de la pel·lícula ha estat composta per Joe Hisaishi.

## Argument
Tot just quan Daigo Kobayashi és contractat com a violoncel·lista professional en una orquestra de Tòquio, aquesta és desmantellada. Endeutats per la compra del violoncel, Daigo i la seva dona Mika decideixen anar a viure al poblet natal d'aquest, el qual hi posseeix una casa heretada de la seva mare, morta fa dos anys. Allà, Daigo respon a una misteriosa oferta de treball que es revela provenir d'una petita empresa funerària. Aquest ofici, tanmateix, no és vist d'un molt bon ull, sobretot per part de la seva dona.

## Repartiment
- Masahiro Motoki: Daigo Kobayashi
- Ryōko Hirosue: Mika Kobayashi
- Kazuko Yoshiyuki: Tsuyako Yamashita
- Tsutomu Yamazaki: Shōei Sasaki
- Kimiko Yo: Yuriko Uemura
- Takashi Sasano: Shōkichi Hirata
- Tetta Sugimoto: Yamashita
- Toru Minegishi: Toshiki Kobayashi, pare de Daigo